# Latia
Latia ist eine nur auf Neuseeland vorkommende Gattung im Süßwasser lebender napfförmiger Schnecken aus der Ordnung der Lungenschnecken (Pulmonata) und die einzige Gattung der Familie Latiidae. Einen anerkannten deutschen Namen gibt es nicht. Die Familie wird hier zur Unterordnung der Wasserlungenschnecken (Basommatophora) gerechnet.

## Merkmale
Die Gehäuse sind napfförmig, mehr oder weniger längsoval und erscheint durch das dunkle Periostracum schwärzlich. Der Apex ist hakenförmig. Die Tiere können maximal 12 mm lang werden und erinnern durch die Schale (nicht aber den Weichkörper) an die europäische Flussmützenschnecke (Ancylus fluviatilis), weshalb sie früher verschiedentlich auch in die (inzwischen aufgelöste) Familie Ancylidae gestellt worden sind.
Am Hinterende der Schale ist eine Lamelle ausgebildet, die auf der rechten Seite in eine Lingula (einen zungenförmigen Anhang) übergeht. Lamelle und Lingula bilden Ansatzstellen für die Fußmuskeln, so dass der Schneckenkörper fest mit der Schale verbunden ist, allerdings auch wenig beweglich ist. Die Tiere können sich daher, wenn sie einmal auf den Rücken gelangen, im Gegensatz zu anderen napfförmigen Süßwasserschnecken nicht wieder von selbst aufrichten und festheften.

## Anatomie und Physiologie
Die Tiere atmen allein durch Aufnahme des im Wasser gelösten Sauerstoffs. Hierzu haben sie in der Lungenhöhle eine sekundäre Kieme entwickelt. Sie ernähren sich von Periphyton (Algen, Bakterien, Pilzen), die sie von der Steinoberfläche mittels der Radula abraspeln.
Die Tiere sezernieren, insbesondere wenn sie gestört werden, mit ihrem Schleim eine lumineszierende Substanz, die in der Art einer hellgrünen, Licht emittierenden Wasserwolke abgegeben wird. Auch das ganze Tiere kann lumineszieren. Die zugrunde liegende chemische Reaktion basiert auf einem Flavoprotein (Luciferase), das eine Licht emittierende Flavin-Gruppe enthält. Diese Untersuchungen basieren auf der Art Latia neritoides. Es gilt damit derzeit als einziges bekanntes Süßwassertier, welches ohne die Hilfe von Bakterien derartige Leuchtphänomene zeigt; solche sind sonst nur von Meeres- und Landorganismen bekannt.

## Verbreitung und Lebensraum
Die Vertreter dieser Familie kommen nur auf der Nordinsel von Neuseeland vor. Man findet sie auf oder unter Steinen von Fließgewässern.
Obwohl sie auf Verschmutzung und auch auf Störungen des Gewässeruntergrundes empfindlich reagieren, gelten die Vertreter der Latiidae nicht als gefährdet.

## Paläontologie und Evolution
Die Latiidae sind bislang nicht fossil bekannt. Sie bilden zusammen mit der nur in Südamerika vorkommenden Familie der Chilinidae die Überfamilie Chilinoidea, welche eine relativ ursprüngliche Überfamilie der Hygrophila (Wasserlungenschnecken i. e. S.) darstellt.

## Systematik
Die Gattung (und damit die Familie) besteht aus drei Arten:
- Latia climoi Starobogatov, 1986
- Latia lateralis (Gould, 1852)
- Latia neritoides Gray, 1850